# Dasyvalgus latigantei
Dasyvalgus latigantei är en skalbaggsart som beskrevs av Leon Fairmaire 1888. Dasyvalgus latigantei ingår i släktet Dasyvalgus och familjen Cetoniidae. Inga underarter finns listade i Catalogue of Life.